# Coryllis vernal
Loriculus vernalis
Espèce
Statut de conservation UICN

 LC  : Préoccupation mineure
Statut CITES

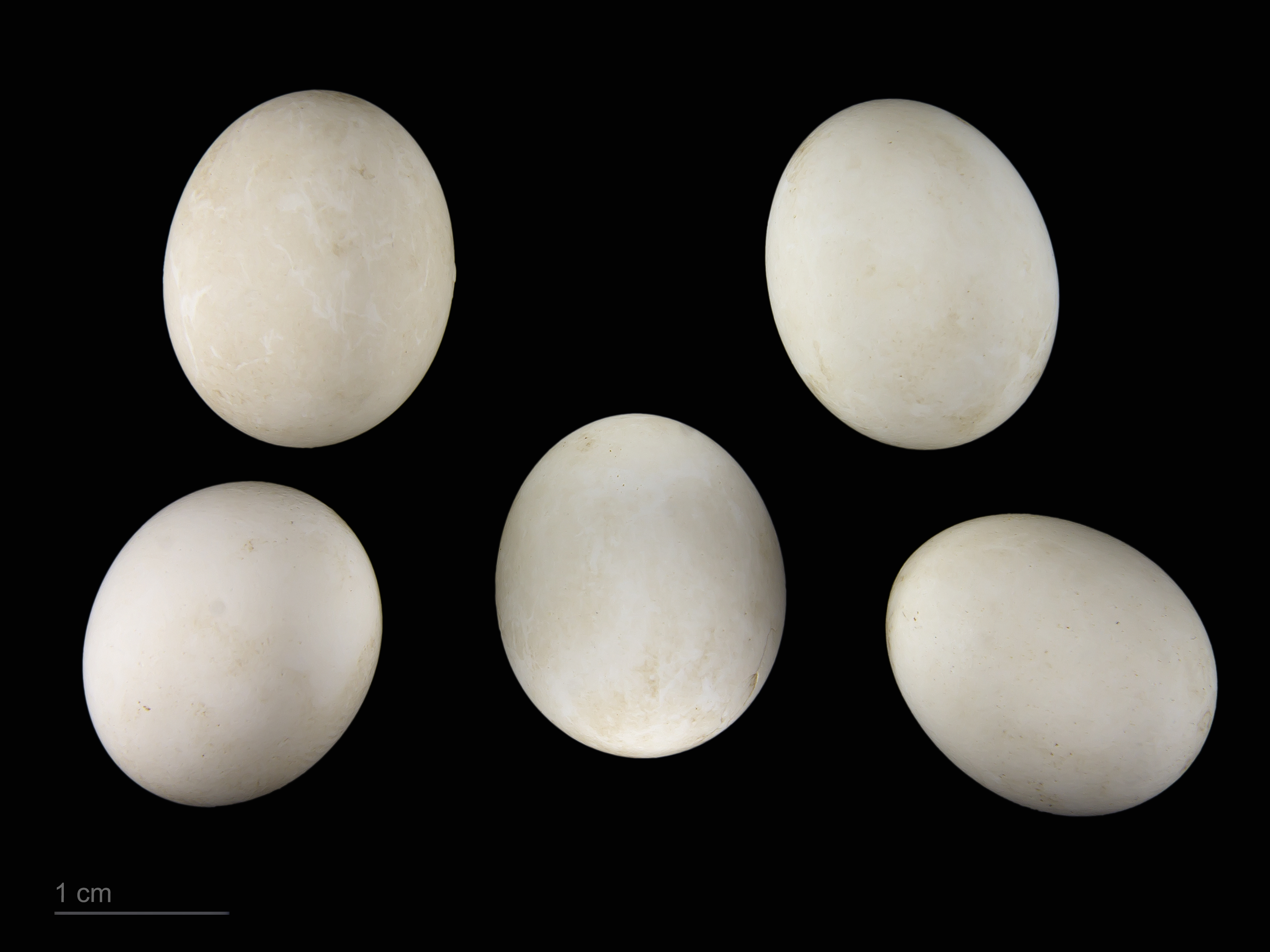
Œufs de Loriculus vernalis - Muséum de Toulouse

Le Coryllis vernal (Loriculus vernalis), aussi dit Loricule des Indes ou Loricule vernal, est une espèce d'oiseaux de la famille des Psittacidae endémique du sud de l'Asie.

## Aire de répartition
Sud-ouest de l'Inde, Bengale, est de l'Himalaya (de l'est du Népal à l'Assam, Myanmar, Thaïlande, péninsule malaise, Cambodge, sud du Laos et du Vietnam. Présent également dans les îles Andaman et l'archipel des îles Mergui.

## Sous-espèces
Espèce longtemps considérée comme monotypique, elle est actuellement divisée en 2 sous-espèces :
- Loriculus vernalis phileticus Deignan, 1956 du sud de la Thaïlande aux îles Mergui ;
- Loriculus vernalis vernalis (Sparrman, 1787) du sud et l'est de l'Inde aux îles Andaman, à la Birmanie, au nord de la Thaïlande et à la péninsule indochinoise.

## Habitat
Le coryllis vernal vit dans les forêts tropicales humides jusqu'à 2000 mètres d'altitude, dans des forêts de figuiers des banians et dans les plantations d'arbres fruitiers.

## Description
Cet oiseau, de la même famille que les perroquets et les perruches, ne mesure que 13-14 cm de longueur. Il a un plumage de couleur verte et un bec orange-rouge.
Le mâle a une tache bleue sur la gorge ; la femelle n'a pas de tache bleue sur la gorge.

## Alimentation
Le loricule des Indes (coryllis vernal) mange des fruits tendres (il adore par exemple les figues des figuiers étrangleurs tel le banian...), des graines, des bourgeon et boit du nectar de fleurs (nectar des fleurs de bananiers...).

## Reproduction
Le loricule des Indes vit en couple et entre deux nidifications en petites bandes d'oiseaux.
La saison des amours se déroule de janvier à avril. Il niche dans le creux d'un arbre ou d'une branche morte près du sol qu'il tapisse de morceaux de feuilles vertes. La femelle pond de 2 à 4 œufs blancs qu'elle couve environ 20 jours. Les oisillons sont nourris par les deux parents puis il quitte leur nid environ 1 mois après leur naissance.

## L'animal et l'homme

### Noms vernaculaires
En siamois (langue thaïlandaise) : นกหกเล็กปากแดง (nok hok lek paak daeng)

### Philatélie
Cette espèce a été figurée en 1988 sur un timbre du Vietnam.